# Johann Heinrich Wilhelm Tischbein

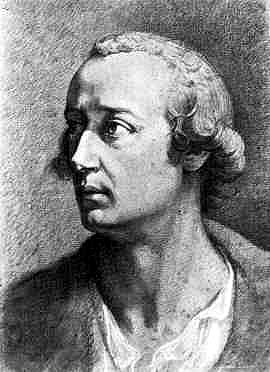
Autorretrato.

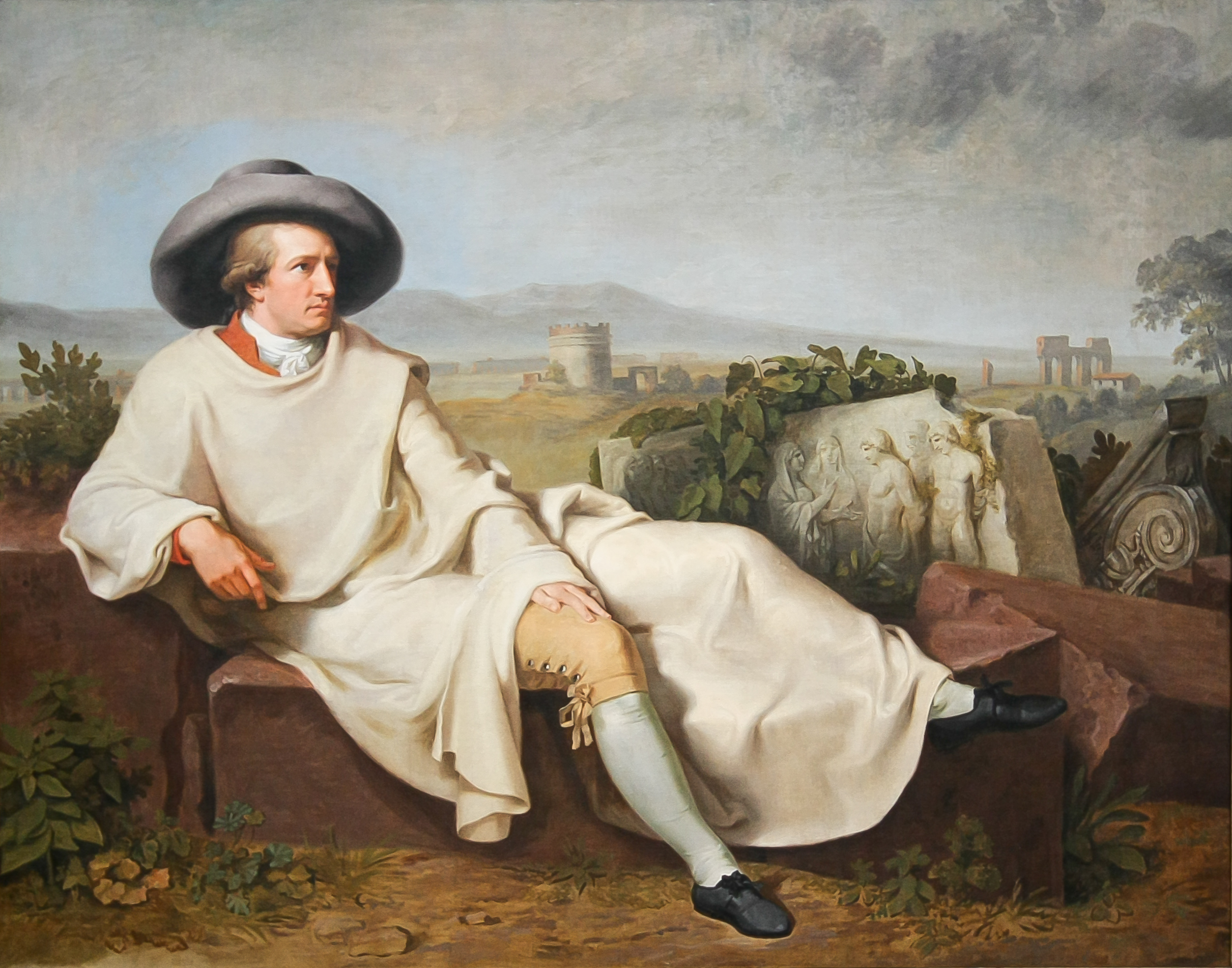
La pintura más famosa de Tischbein: Goethe en la campiña romana, 1787.

Johann Heinrich Wilhelm Tischbein, también conocido como Goethe-Tischbein, esto es, Tischbein de Goethe (Haina, 15 de febrero de 1751-Eutin, 26 de febrero de 1829), fue un pintor y grabador alemán.

## Biografía
Pertenecía a la familia de pintores Tischbein. Fue alumno de sus tíos, primero de Johann Heinrich en Kassel, pintor que se dedicaba al retrato cortesano; y después de Johann Jakob en Hamburgo y Holanda. En este último país estudió la pintura del siglo XVII y en Suiza, donde entró en contacto con el movimiento del Sturm und Drang. En el año 1777 marchó a Berlín para trabajar como retratista. Pasó dos años trabajando como retratista en Bremen y Berlín.
Como muchos de sus colegas contemporáneos, Tischbein vivió en Roma durante algunos años. En 1779 obtuvo una beca de estudios para ir a Italia, lo que le permitió pasar por Múnich y Núremberg, donde pudo estudiar las obras de Alberto Durero, de las cuales copió los Apóstoles. Durante esta primera estancia en Roma (1779–1781), su estilo cambió del rococó al neoclasicismo. Pintó paisajes, escenas históricas y bodegones. En Zúrich entró en contacto en 1781 con Goethe a través de Lavater. De estos años son las telas, ambas conservadas en el Goethe Nationalmuseum de Weimar, Götz y Weislingen y la Vista de San Gotardo, siendo esta última una de las primeras interpretaciones románticas del paisaje suizo.
Su segunda estancia en Roma, gracias a una segunda beca de estudios, duró dieciséis años (1783–1799). En Italia se adhirió al movimiento neoclásico, cambiando incluso sus iconografías. Si bien al comienzo siguió tratando temas inspirados en la historia nacional alemana, pronto pasó a temas de la antigüedad clásica, siguiendo el ejemplo de Jacques-Louis David. 
Debe su apodo de Goethe-Tischbein a su celebérrimo cuadro del escritor que se conserva en Fráncfort del Meno. Profundizó en su amistad con Johann Wolfgang von Goethe en 1786, acompañándole a Nápoles en 1787. Más tarde, Goethe relató este viaje en su Italienische Reise (Viaje italiano). De ese mismo año es su obra más famosa, un retrato de Goethe como viajero en la campiña romana (actualmente en el Instituto de arte Städel de Fráncfort del Meno). El escritor aparece en una pose meditabunda y solemne sobre el fondo de Appia antica, entre restos de esculturas, ruinas de acueductos y a lo lejos el perfil de los Castelli. No es un simple retrato-souvenir, sino verdaderamente un recuerdo del Grand Tour emprendido por Goethe, más la consagración del Grand Tour como un rito irrenunciable e iniciático para toda una generación de amigos de lo antiguo.
El mismo año fue a Nápoles como director de la Academia local. De 1789 es el Retrato de la duquesa Ana Amalia de Sajonia-Weimar-Eisenach en la tumba de la sacerdotisa Mamia en Pompeya, actualmente conservado en Weimar. La tela representa a la condesa de perfil, que se destaca contra las ruinas del sepulcro de la sacerdotisa Mamia, con mirada absorta y trastornada, con un bastón y el sombrero en la mano, atributos de un peregrinaje solitario e iniciático. En 1791 preparó la publicación de las incisiones de vasos antiguos de William Hamilton. 
Con la toma francesa de la ciudad partenopea regresó, en 1800, a Alemania, primero a Hamburgo, donde preparó los grabados para Homero según los antiguos (1801-04). A partir de 1808, Tischbein fue pintor de la corte de Eutin en Oldemburgo, en la Alemania septentrional.

## Obra
Los géneros cultivados por Tischbein de Goethe fueron el retrato, el paisaje y los cuadros de historia. También realizó grabados y dibujos sobre la Antigüedad clásica.
- Retrato del Teniente General Christian-Frederic-Dagobert, Conde de Waldner de Freudstein, 1761, Museo Nacional del Palacio de Versalles y de Trianon, Francia.
- Götz y Weislingen y la Vista de San Gotardo, 1780.
- Goethe en la campiña romana, 1787, Instituto Städel, Fráncfort del Meno.
- Retrato de la condesa Ana Amalia de Sajonia Weimar en la tumba de la sacerdotisa Mamia en Pompeya, 1789, Weimar.
- Grabados: incisiones de vasos antiguos de William Hamilton; Homero según los antiguos (1801-04).